# Rouvray-Saint-Denis
Rouvray-Saint-Denis település Franciaországban, Eure-et-Loir megyében. Lakosainak száma 345 fő (2022. január 1.). Rouvray-Saint-Denis Andonville, Boisseaux és Angerville községekkel határos.

## Népesség
A település népessége az elmúlt években az alábbi módon változott:
| Lakosok száma | 358  | 309  | 326  | 413  | 464  | 441  | 434  | 373  | 343  | 345  |
|               | 1968 | 1982 | 1990 | 2006 | 2013 | 2015 | 2017 | 2019 | 2020 | 2022 |